# Sokoliwka (Solotschiw)
Sokoliwka (ukrainisch Соколівка; russisch Соколовка/Sokolowka, polnisch Sokołówka) ist ein Dorf in der ukrainischen Oblast Lwiw in der Westukraine mit etwa 800 Einwohnern.
Die Ortschaft liegt im Westen der historischen Landschaft Galizien im Rajon Solotschiw am Fluss Pusta (Пуста), etwa 19 Kilometer nordöstlich vom ehemaligen Rajonzentrum Busk und 63 Kilometer östlich vom Oblastzentrum Lwiw entfernt.
Es gehört zur Stadtgemeinde Busk, bis 2020 bildete es zusammen mit den Dörfern Bajmaky (Баймаки), Hrabyna (Грабина), Labatsch (Лабач) und Ryschany (Рижани) die Landratsgemeinde Sokoliwka.
Der Ort wurde 1644 zum ersten Mal schriftlich erwähnt, erhielt 1685 das Magdeburger Stadtrecht, lag zunächst in der Adelsrepublik Polen-Litauen, Woiwodschaft Ruthenien, und kam 1772 als Sokolowka zum damaligen österreichischen Kronland Galizien (bis 1918 dann mit dem Status eines Marktes im Bezirk Złoczów).
Nach dem Ende des Ersten Weltkrieges kam der Ort zur Polen, war hier ab 1921 als Sokołówka in die Woiwodschaft Lwów, Powiat Złoczów, Gmina Sokołówka eingegliedert und wurde im Zweiten Weltkrieg erst von der Sowjetunion und ab 1941 bis 1944 von Deutschland besetzt und dem Distrikt Galizien angeschlossen. Nach der Rückeroberung durch sowjetische Truppen 1944 kam er 1945 wiederum zur Sowjetunion und wurde in die Ukrainische SSR eingegliedert, seit 1991 ist der Ort Teil der heutigen Ukraine. Unter sowjetischer Herrschaft wurde dem Ort der Marktstatus aberkannt und zum Dorf herabgestuft.

## Persönlichkeiten
- Jadwiga Rudnicka (* 1931), polnische Politikerin